# قائمة البيمارستانات في العالم الإسلامي

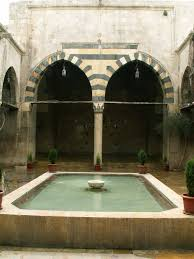
بيمارستان أرغون الكاملي في حلب

بيمارَسْتان - بفتح الراء وسكون السين - كلمة فارسية مركبة من كلمتين بيمار بمعنى مريض أو عليل أو مصاب وستان بمعنى مكان أو دار أو بيت فهي إذا «دار المرضى»، ثم اختصرت في الاستعمال فصارت مارستان كما ذكرها الجوهري في صحاحه. وكانت البيمارستانات من أول عهدها إلى زمن طويل مستشفيات عامة، تعالج فيها جميع الأمراض والعلل من باطنية وجراحية ورمدية وعقلية، ويعتبر الخليفة الأموي الوليد بن عبد الملك أول من قام بإنشاء بيمارستان في تاريخ المسلمين، وذلك في عام 707م بدمشق، وكان العلاج فيه بالمجان، بل وكانت تجرى الأرزاق على المرضى، وأمر بحبس المجذومين لئلا يخرجوا ويصاب الآخرون بالعدوى، وحينما تولى هارون الرشيد الخلافة أمر جبرائيل بن بختيشوع بإنشاء بيمارستان في بغداد، وقد عمل فيه ماسويه الخوزي، ثم صار ابنه يوحنا رئيساً له فيما بعد. ثم توالى بعد ذلك إنشاء البيمارستانات في جميع الأقطار العربية والإسلامية، حتى تجاوز عددها فيما يقال الأربعمائة، موزعة بين سمرقند وديار بكر شرقاً إلى غرناطة وقرطبة وفاس غرباً.من أشهرها البيمارستان "النوري" في سورية الذي يقع وسط «دمشق» القديمة غرب سوق الخياطين في حي «سيدي عامود» إلى الجنوب الغربي من الجامع الأموي. والبيمارستان المنصوري في القاهرة وكان هذا البيمارستان جزءاً من منشأة تضم مدرسة وضريحاً للسلطان، ولا تزال تلك المنشأة قائمة لليوم في شارع بين القصرين بالقاهرة.

## بيمارستاناتمصر
| الاسم                                                            | التأسيس                       | الموقع                               | المؤسس                        | الأطباء الذين علموا في البيمارستان | المراجع       |
| ---------------------------------------------------------------- | ----------------------------- | ------------------------------------ | ----------------------------- | --- | ------------- |
| بيمارستان زقاق القناديل                                          | الدولة الأموية                | منطقة زقاق القناديل في الفسطاط       |                               | | [ 6 ]         |
| بيمارستان المعافر                                                | أيام الخليفة المتوكل على الله | خطة المعافر في الفسطاط               | الفتح بن خاقان                | | [ 6 ]         |
| البيمارستان العتيق أو البيمارستان الأعلى أو البيمارستان الطولوني | 259هـ / 872م وقيل 261هـ       | الفسطاط                              | أحمد بن طولون                 | - محمد بن عبدون الجيلي العذري - سعيد بن نوفل - شمس الدين محمد بن عبد الله بن عبد الرحمن المصري                                              | [ 7 ]         |
| بيمارستان الأسفل أو بيمارستان كافور الأخشيد                      | 346هـ /957م.                  | الفسطاط                              | كافور الإخشيدي                | | [ 8 ]         |
| بيمارستان القشاشين                                               | الدولة الفاطمية               | القشاشين (حارة الصنادقية)            |                               | | [ 9 ]         |
| بيمارستان السِّقطيين                                               |                               | سوق السقطيين (الدرب الأحمر (القاهرة) |                               | شهاب الدين أبو الحجاج يوسف الكحَّال | [ 10 ]        |
| البيمارستان الناصري أو البيمارستان الصلاحي                       | 577هـ / 1181م                 | حى الجمالية                          | صلاح الدين الأيوبي            | - رضي الدين الرحبي - إبراهيم بن الرئيس ميمون - ابن أبي أصيبعة - ابن أبي البيان - القاضي نفيس الدين بن الزبير                                | [ 10 ] [ 11 ] |
| بيمارستان الإسكندرية                                             | 577هـ / 1181م                 | الإسكندرية                           | صلاح الدين الأيوبي            | | [ 12 ]        |
| البيمارستان المنصوري- دار الشفاء - مارستان قلاوون                | 683هـ / 1284م                 | منطقة بين القصرين                    | المنصور سيف الدين قلاوون      | الأطباء الذين عملوا بالبيمارستان المنصوري كثيرون، من أشهرهم: - شهاب الدين الصفدي الطبيب - تقي الدين الكرماني - ابن الأكفاني - مدين القوصوني | [ 13 ] [ 14 ] |
| البيمارستان المؤيدي                                              | 821 : 823 هـ 1418 : 1420م     | منطقة باب الوزير                     | المؤيد أبو النصر شيخ المحمودي | | [ 15 ]        |

## بيمارستاناتالشام
بلاد الشام أو سوريا التاريخية تشمل في يومنا هذا كل من: سوريا ،فلسطين، لبنان والأردن.
| الاسم                                  | التأسيس                           | الموقع                              | المؤسس                               | الأطباء الذين علموا في البيمارستان | المراجع       |
| -------------------------------------- | --------------------------------- | ----------------------------------- | ------------------------------------ | --- | ------------- |
| بيمارستان الوليد بن عبد الملك          | 88هـ / 707م                       | دمشق                                | الوليد بن عبد الملك                  | | [ 16 ]        |
| بيمارستان إنطاكية                      | 455هـ / 1063م                     | إنطاكية                             | المختار بن الحسن بن بطلان            | | [ 17 ]        |
| المارستان الصغير                       | [ معلومة 4 ]                      | دمشق                                |                                      | | [ 18 ]        |
| البيمارستان الكبير النوري              | 549هـ / 1154م                     | دمشق                                | الملك العادل نور الدين محمود بن زنكي | مهذب الدين ابن النقاش - موفق الدين بن المطران - ابن حمدان الجرائحي - أبو الفضل المهندس - مهذب الدين الدخوار - موفق الدين عبد العزيز - كمال الدين الحمصي - رشيد الدين علي بن خليفة - مهذب الدين أحمد بن الحاجب - شمـس الدّيـن اللبّـودي - سديد الدين بن رقيقة - عمران الإسرائيلي - بنو الرحبي - شمس الدين محمد الكلّي - عز الدين بن السويدي - سعد الدين بن عبد العزيز - بدر الدين بن قاضي بعلبك - عماد الدين الدنيسري. | [ 19 ]        |
| البيمارستان النوري أو العتيق بحلب      | 440هـ / 1048م                     | زقاق البهرمية في حلب                | ابن بطلان                            | - ابن بطلان - هاشم بن محمود: ابن السيد ناصر الدين السروجي. | [ 20 ]        |
| بيمارستان باب البريد                   |                                   | باب البريد (أحد أحياء دمشق القديمة) |                                      | عز الدين بن السويدي | [ 21 ]        |
| بيمارستان حماة                         | قبل 580هـ                         | مدينة حماة                          |                                      | | [ 21 ]        |
| البيمارستان الصلاحي أو بيمارستان القدس | 583هـ / 1187م                     | البلدة القديمة في القدس             | صلاح الدين الأيوبي                   | رشيد الدين الصوري يعقوب ابن صقلان النصراني | [ 22 ] [ 23 ] |
| بيمارستان عكا                          | 583هـ / 1187م                     | مدينة عكا                           | صلاح الدين الأيوبي                   | | [ 24 ]        |
| بيمارستان صَفَد                          | في عهد محمد بن قلاوون             | مدينة صفد                           | سيف الدين تنكز                       | | [ 25 ]        |
| بيمارستان الصالحية أو القيمري          | 646هـ / 1248م                     | سفح قاسيون بالصالحية                | سيف الدين القيمري                    | إبراهيم بن إسماعيل بن القاسم بن هبة الله بن المقداد القيسي | [ 26 ]        |
| بيمارستان الجبل                        | قبل 669هـ                         | النيرب (حلب)                        |                                      | - عبد الوهاب بن أحمد بن سحنون - نجم الدين أبو العباس الهمذاني | [ 27 ]        |
| بيمارستان غزة                          | 730هـ                             | غزة                                 | علم الدين سنجر الجاولي               | | [ 28 ]        |
| بيمارستان الكرك                        | 730هـ                             | الكرك (مدينة أردنية)                | علم الدين سنجر الجاولي               | | [ 28 ]        |
| مارستان حصن الأكراد                    | 719هـ / 1319م                     | وادي النصارى                        | بكتمر بن عبد الله الأشرفي            | | [ 29 ]        |
| بيمارستان أرغون الكاملي                | 755هـ / 1345م                     | منطقة باب قنسرين بحلب               | سيف الدين أرغون الكاملي              | | [ 30 ]        |
| البيمارستان الدَّقاني                    | في الفترة ما بين 488 هـ الي 497هـ | جوار الجامع بدمشق                   | دقاق بن تتش السلجوقي                 | | [ 31 ]        |
| بيمارستان الرملة                       | عهد السطان محمد بن قلاوون         | فلسطين                              | محمد بن فضل الله القبطي              | | [ 32 ]        |
| بيمارستان نابلس                        | عهد السطان محمد بن قلاوون         | فلسطين                              | محمد بن فضل الله القبطي              | | [ 32 ]        |

## بيمارستاناتالعراق
| الاسم                            | التأسيس | الموقع | المؤسس | الأطباء الذين علموا في البيمارستان | التأسيس |
| -------------------------------- | --- | --- | --- | --- | ------- |
| بيمارستان الرشيد                 | 193 هـ | بغداد | هارون الرشيد | ماسويه الخوزي | [ 33 ]  |
| بيمارستان البرامكة               | أواخرِ القرن الثّاني الهجري | بغداد | تأسس على يد البرامكة | أبن دهن | [ 33 ]  |
| بيمارستان أبي الحسن علي بن عيسى  | 302هـ / 914م | الحربية ببغداد | أبو الحسن علي بن عيسى بن الجراح | أبو عثمان سعيد بن يعقوب الدمشقي | [ 9 ]   |
| بيمارستان بدر غلام المعتضد       | | محلة المخرم ببغداد | بدر غلام المعتضد | | [ 34 ]  |
| بيمارستان السيدة أم المقتدر      | 306هـ / 919م | سوق يحيى على نهر دجلة | سنان بن ثابت بن قرة | | [ 35 ]  |
| البيمارستان المقتدري             | 306هـ / 919م | باب الشام بغداد | - الخليفة المقتدر بالله - سنان بن ثابت بن قرة                                                                                        | - جبريل بن عبيد الله بن بختيشوع - يوسف الواسطي الطبيب | [ 17 ]  |
| بيمارستان ابن الفرات             | قبل 313 هـ | درب المفضل بغداد | | |         |
| بيمارستان الأمير أبو الحسين بجكم | 329هـ / 941م | بغداد | أبو الحسين بجكم | | [ 36 ]  |
| بيمارستان معز الدولة بن بويه     | 355هـ / 966م | بغداد | معز الدولة بن بويه | | [ 37 ]  |
| البيمارستان العضدي               | 372هـ / 982م | الجانب الغربي من بغداد | عضد الدولة بن بويه | جبريل بن عبيد الله بن بختيشوع - أبو يعقوب الأهوازي - ابن بكس - نظيف النفس الرومي - أبو الحسن علي بن كشكرابا - أبو عيسى بقية - أبو الحسن بن تفاح - نبو حسون - عبد الرحيم بن علي المرزبان - أبو نصر الدعنيي - أبو الخير الجرائعي - أبو الحسن بن سنان بن ثابت بن قرة الصابي - ابو الفرج بن الطيب - ابن التلميذ - جمال الدين بن أثردي - ابن المارستانية. | [ 38 ]  |
| بيمارستان محمد بن علي بن خلف     | في الفترة ما بين 350 هـ إلي 407 هـ                                                                                                   | بغداد | محمد بن علي بن خلف (الوزير فخر الملك)                                                                                                | | [ 39 ]  |
| بيمارستان واسط                   | 413هـ / 1022م | واسط | مؤيد الملك أبو علي الحسن بن الحسن الرُّخجي                                                                                             | | [ 40 ]  |
| البيمارستان الفارقي              | 422هـ / 1031م أيام الخليفة القائم بأمر الله                                                                                          | ميافارقين | أبو سعيد منصور بن عيسى ولقبه زاهد العلماء                                                                                            | أبو سعيد منصور بن عيسى ولقبه زاهد العلماء | [ 41 ]  |
| بيمارستان باب محوَّل               | 449هـ / 1057م | الكرخ ببغداد | | | [ 42 ]  |
| بيمارستان الموصل                 | 572هـ / 1176م | مدينة الموصل على دجلة | مجاهد الدين قايماز | | [ 43 ]  |
| بيمارستان حرَّان                   | ذكر بن جبير الرحالة المغربي في رحلته إلى المشرق حوالي سنة 580هـ أن ببلدة حرّان مدرسة وبيمارستانا.                                     | ذكر بن جبير الرحالة المغربي في رحلته إلى المشرق حوالي سنة 580هـ أن ببلدة حرّان مدرسة وبيمارستانا.                                     | ذكر بن جبير الرحالة المغربي في رحلته إلى المشرق حوالي سنة 580هـ أن ببلدة حرّان مدرسة وبيمارستانا.                                     | ذكر بن جبير الرحالة المغربي في رحلته إلى المشرق حوالي سنة 580هـ أن ببلدة حرّان مدرسة وبيمارستانا. | [ 44 ]  |
| بيمارستان الرَّقة                  | لم نعرف عن هذا البيمارستان شيئا سوى ما ذكره ابن أبي أصيبعة من أن الحكيم بدر الدين ابن قاضي بعلبك خدم بالرَّقة في البيمارستان الذي بها. | لم نعرف عن هذا البيمارستان شيئا سوى ما ذكره ابن أبي أصيبعة من أن الحكيم بدر الدين ابن قاضي بعلبك خدم بالرَّقة في البيمارستان الذي بها. | لم نعرف عن هذا البيمارستان شيئا سوى ما ذكره ابن أبي أصيبعة من أن الحكيم بدر الدين ابن قاضي بعلبك خدم بالرَّقة في البيمارستان الذي بها. | لم نعرف عن هذا البيمارستان شيئا سوى ما ذكره ابن أبي أصيبعة من أن الحكيم بدر الدين ابن قاضي بعلبك خدم بالرَّقة في البيمارستان الذي بها. | [ 45 ]  |
| بيمارستان نصيبين                 | قبل 720هـ | مدينة نصيبين | | | [ 46 ]  |

## بيمارستاناتشبه الجزيرة العربية
| الاسم                                          | التأسيس       | الموقع                          | المؤسس               | الأطباء الذين علموا في البيمارستان | المراجع |
| ---------------------------------------------- | ------------- | ------------------------------- | -------------------- | ---------------------------------- | ------- |
| بيمارستان مكة أو البيمارستان المستنصري العباسي | 628هـ / 1230م | الجانب الشمالي من المسجد الحرام | منصور المستنصر بالله |                                    | [ 47 ]  |
| بيمارستان المدينة                              | قبل 663هـ     | المدينة المنورة                 |                      | محي الدين أحمد بن الحسين بن تمام   | [ 48 ]  |

## بيمارستانات ببلاد الروم (الأناضول)
| الاسم                          | التأسيس                             | الموقع        | المؤسس                                   | الأطباء الذين علموا في البيمارستان                       | المراجع |
| ------------------------------ | ----------------------------------- | ------------- | ---------------------------------------- | -------------------------------------------------------- | ------- |
| بيمارستان قيسارية أو دار الشفا | 602هـ / 1205م                       | مدينة قيسارية | كوهي خاتون                               |                                                          | [ 49 ]  |
| المدرسة الشفائية               | 614هـ / 1217م                       | مدينة سيواس   | كيكاوس بن كيخسرو السلجوقي بن قليج أرسلان |                                                          | [ 50 ]  |
| بيمارستان أماصيه               | 708هـ / 1308م                       | أماصيا        | إيلدوز خاتون زوجة السلطان أولجايتو       |                                                          | [ 51 ]  |
| بيمارستان ديوريجي              | 614هـ / 1228م                       | مدينة ديورج   | توران خاتون زوجة أحمد شاه الرانشمندي     |                                                          | [ 51 ]  |
| بيمارستان محمد الفاتح          | 874هـ / 1470م                       | القسطنطينية   | السلطان محمد الفاتح                      | المولى محمود بن الكمال الملقب بأخي جان المشتهر بأخي جلبي | [ 52 ]  |
| بيمارستان السلطان سليمان       | النصف الثاني من القرن العاشر الهجري | القسطنطينية   | سليمان القانوني                          |                                                          | [ 52 ]  |
| دار الشفاء                     | 895هـ / 1488م                       | أدرنة         | السلطان بايزيد الثاني                    | الحكيم شهاب الدين يوسف                                   | [ 52 ]  |

### بيمارستانات أخرى ببلاد الروم الأناضول
قال الدُّكْتُور أَحمد عِيسى (المتوفى: 1365هـ) في كتابه (تاريخ البيمارستانات في الإسلام):
وقد أنشئت في بلاد الروم بيمارستانات أخرى لم تقف على تاريخها بالشرح الكافي ونكتفي بذكر أسمائها وتواريخها وقد ذكرها الدكتور أحمد سهيل في مؤتمر تاريخ الطب ببوخارست:
1. بيمارستان قسطموني أو بيمارستان علي فريانه أنشئ سنة 1272م
2. بيمارستان علاء الدين كيقباد بقونيه أنشئ سنة 1219م.
3. دار الطب ببورصة أنشئت سنة 1339م.
4. بيمارستان للجذام بأدرنة أنشئ سنة 1431م.
5. بيمارستان بايزيد الثاني بأدرنة أنشئ سنة 1485م ولعله البيمارستان السابق ذكره.
6. وبيمارستان خاصكي سلطان بإسطنبول أنشئ سنة 1539م.
7. بيمارستان السلطان أحمد بإسطنبول أنشئ سنة 1616م.

## بيمارستانات المغرب الإسلامي
| الاسم                          | التأسيس                                | الموقع        | المؤسس                                          | الأطباء الذين علموا في البيمارستان                                                                                   | المراجع |
| ------------------------------ | -------------------------------------- | ------------- | ----------------------------------------------- | --- | ------- |
| بيمارستانات المغرب             |                                        |               |                                                 | |         |
| بيمارستان مراكش                | القرن الثاني عشر الميلادي              | مدينة مراكش   | المنصور الموحدي (من ملوك الموحدين بالمغرب)      | - ابن رشد كان قد عمل فيه لبعض الوقت - أبو إسحاق إبراهيم الداني - محمد بن قاسم بن أبي بكر القرشي المالقي              | [ 55 ]  |
| مارستان سيدي فرج (مارستان فاس) | 1286 ميلاديًا                           | فاس           | أبو يعقوب يوسف الناصر                           | - أبو فارس عبد العزيز بن محمد القروي - محمد بن قاسم بن أبي بكر القرشي المالقي - عمل الحسن الوزان فيه كاتبًا (أو عدلًا) | [ 56 ]  |
| بيمارستان (سلا)                | النصف الأول من القرن الرابع عشر ميلادي | سلا في المغرب | أحمد بن محمد بن عاشر الأنصاري الأندلسي          | | [ 57 ]  |
| بيمارستان مكناس                |                                        | مكناس         | أبو عِنان فارس                                   | | [ 58 ]  |
| بيمارستان آسفي                 |                                        | آسفي          | يُرجى أنهُ أبو عِنان فارس                          | | [ 58 ]  |
| بيمارستان تونس                 | القرن الرابع عشر الميلادي              | نهج سيدي محرز | أبو فارس عبد العزيز بن أحمد (أحد ملوك الحفصيين) | محمد الشريف الحسني الزكراوي                                                                                          | [ 59 ]  |
| بيمارستانات الأندلس            |                                        |               |                                                 | |         |
| بيمارستان غرناطة               | 768هـ / 1367م                          | غرناطة        | أبو عبد الله محمد الخامس                        | | [ 60 ]  |

## بيمارستانات فارس
- بيمارستان الرَّيّ
- بيمارستان أصبهان
- بيمارستان شيراز
- دار المرضى بنيسابور
- بيمارستان زَرَنْج
- بيمارستان تبريز
- بيمارستان مرو
- بيمارستان خوارزم

### معلومات
1. ↑  زقاق القناديل: كان من الدروب الشهيرة الي سكنها الأعيان وكبار القوم بمدينة الفسطاط في زمن عمارتها، وقد زال بزوال مدينة الفسطاط القديمة. ومكانه اليوم أرض فضا بحجارة من الشرق لجامع عمرو بن العاص بمصر القديمة.
2. ↑  الخطَّ والخطَّة هي الأرض تنزل من غير أن ينزلها نازل قبل ذلك. واختط فلان خطة إذا تحجّر موضعا وخط عليه بجدار..وهي بمنزلة الحارات  وهي بمنزل الحار. ( اللسان : 7 / 288 ).
3. ↑  خطَّة المعافر: محلة كبيرة كانت بالفسطاطسميت  بذلك نسبة إلى المعافر بن يعفر بن مرة بن ادد وهذه الخطة من الرصد إلى سقاية بن طولون وهى القناطر التى تطل على عفصةا لكبري  وتفصل بين القرافتين. (النجوم الزاهرة في ملوك مصر والقاهرة - ج 3:ص 92 الهامش)
4. ↑  ذكر ابن العماد في شذرات الذهب: المارستان الصغير بدمشق أقدم من المارستان النوري وكان مكانه في قبلة مطهرة الجامع الأموي
5. ↑  باب البريد هو أحد أبواب الجامع الأموي وهو الباب المقابل لباب جيرون.
6. ↑  المخرم: موضعها اليوم أرض الصرافية، وتسمى أيضاً محلة المخرم.
7. ↑  درب المفضل محلة كانت بشرقي بغداد منسوبة إلى المفضل بن زمام مولى المهدي. (: ياقوت الحموي - معجم البلدان - (2/448) )
8. ↑  قتل الوزير فخر الملك الذي أسس البيمارستان في ربيع الأول سنة سبع وأربعمائة وبالاستقراء نجد ان فترة تأسيسي البيمارستان كما ذكرنا تتر اوح بين 350 هـ الي 407 هـ.
9. ↑  باب محول محلة كبيرة كانت منفردة بجنب الكرخ ببغداد وكانت متصلة بالكرخ أولا.

## وصلات خارجية
- المواعظ والاعتبار بذكر الخطط والآثار - شبكة الألوكة (PDF)
- تاريخ البيمارستانات في الإسلام - المكتبة الوقفية (PDF)